# Cantó de Châteauroux-Est
El cantó de Châteauroux-Est és un cantó francès del departament de l'Indre, situat al districte de Châteauroux. Té 2 municipis i part del de Châteauroux.

## Municipis
- Châteauroux (part)
- Déols
- Montierchaume

## Història
| Data d'elecció                           | Identitat       | Partit                                  | Qualitat |
| ---------------------------------------- | --------------- | --------------------------------------- | -------- |
| 1973-1985                                | Marcel Lemoine  | PCF                                     |          |
| 1985-1992                                | Michel Aurillac | RPR                                     |          |
| 1992-                                    | Michel Blondeau | UDF, després divers droite, després UDI |          |
| les dades anteriors no són pas conegudes |                 |                                         |          |
|                                          |                 |                                         |          |